# Toyono
Toyono (豊能町, Toyono-chō) és una vila i municipi de la prefectura d'Osaka, a la regió de Kansai, Japó. Toyono forma part del districte de Toyono.

## Geografia
El municipi de Toyono es troba al nord-oest de la prefectura d'Osaka, formant part de la regió de Toyono. Oficialment, Toyono forma part del districte del mateix nom juntament amb la vila de Nose. La vila de Toyono limita amb els municipis de Nose al nord i els de Minoo i Ibaraki al sud, tots ells pertanyents a la prefectura d'Osaka. A l'est limita amb la prefectura de Kyoto i a l'oest amb la prefectura de Hyogo.

## Història

### Cronologia[2]
- 1923: El Ferrocarril Elèctric de Nose arriba a Toyono.
- 1968: S'inaugura l'estació de tren de Tokiwadai.
- 1974: S'inaugura l'estació de tren de Kōfūdai.
- 1977: Toyono assoleix l'estatus oficial de vila en superar els 8.000 habitants.

## Transport

### Ferrocarril
- Ferrocarril Elèctric de Nose
  - Estació de Kōfūdai
  - Estació de Tokiwadai
  - Estació de Myōkenguchi

### Carretera
- Nacional 423
- Nacional 477